# Пепинов, Ахмед-бек Омар оглы
Ахмед-бек Омар оглы Пепинов (азерб. Əhməd bəy Ömər oğlu Pepinov; 1893—1937) — азербайджанский общественно-политический деятель. Член Закавказского сейма, член Национального совета Азербайджана, парламента АДР. Министр труда и земледелия Азербайджанской Демократической Республики (с 22 декабря 1919 по 23 марта 1920).

## Биография
Ахмед-бек Пепинов родился в 1893 году. По происхождению — турок-месхетинец.
После окончания Тифлисской гимназии в 1913 году уехал в Россию учиться на юридическом факультете Московского университета. В Москве он присоединился к Азербайджанской организации соотечественников и опубликовал статьи в местной газете под псевдонимом «Ахмед Джовдат из Ахалкалаки». В 1918 году окончил университет и переехал в Баку.

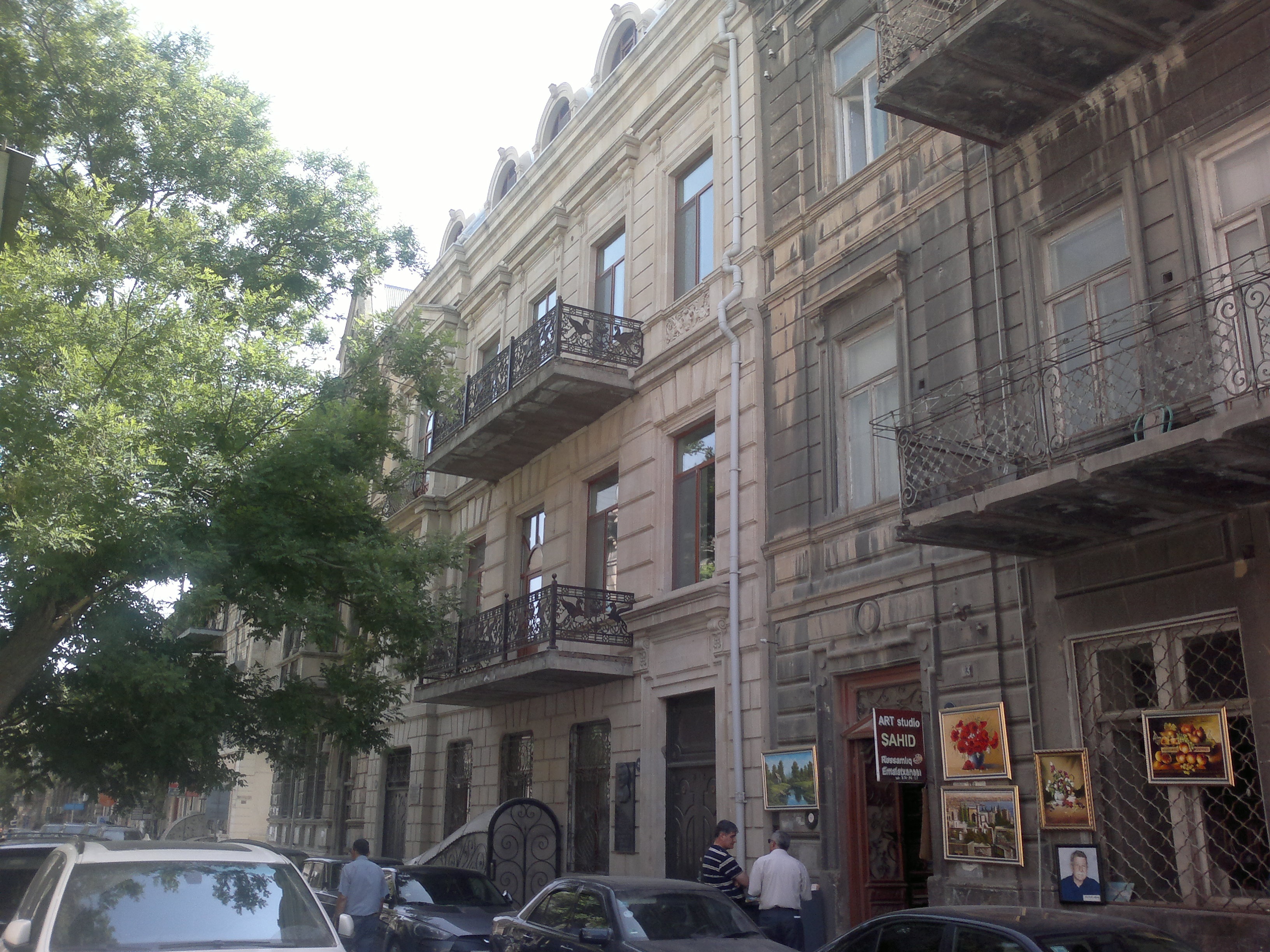
Дом в Баку, в котором с 1919 по 1931 год жил Пепинов

В годы Азербайджанской Демократической Республики Пепинов был депутатом парламента молодой республики. Входил во фракцию «Социалистов» «Гуммет». 22 декабря 1919 года был назначен министром труда и земледелия (после Аслан-бека Кардашева). Сразу же после назначения на пост министра Пепинов потребовал вернуть законопроект «О земельном обеспечении населения Aзepбайджанской Республики» из Управления делами правительства для доработки в министерство. Так, 28 декабря 1919 года новым министром было созвано совещание по рабочему вопросу при участии профсоюзных организаций. Ахмед-бек Пепинов указал на невмешательство администрации в сферу профсоюзных организаций, заверив рабочих о прекращении политических налётов на Рабочий клуб и рабочие организации. Также Пепинов обещал, что бакинское военное генерал-губернаторство будет упразднено и будет предоставлена полная свобода собраний, а также увеличены ставки оплаты труда. Рабочие же обещали поддержать Пепинова при условии соблюдения всех данных им обещаний.

Мемориальная доска на стене дома в Баку, в котором жил Пепинов

Весной 1920 года усилиями господствующей в парламенте партии «Мусават» началась активная борьба с антигосударственными элементами, среди большевиков были произведены аресты, закрыты рабочие клубы. 20 марта 1920 года Пепинов на очередном заседании парламента заявил протест по поводу закрытия Рабочего клуба и произведенных арестах. Большая часть депутатов парламента отвергла предложение Пепинова обсудить этот вопрос. В связи с этим уже на следующем заседании парламента Пепинов заявил, что подает в отставку. 23 марта 1920 года Ахмед-бек Пепинов сложил с себя полномочия и подал в отставку с поста министра.
В апреле 1920 года для задержания ввода частей Красной Армии в Азербайджан Пепинов вместе с другим членом парламента Рагим-беком Векиловым был направлен в Грозный для переговоров. После апрельской оккупации и советизации Азербайджана, Пепинов руководил работами по делам просвещения и публицистики. Однако, как бывший министр АДР, подвергался давлениям. В начале 1930-х гг. Пепинов вынужден был переехать в Ульяновск. Позже переехал в Алма-Ату и до 1934 года был заместителем министра просвещения Казахской ССР. Подвергся репрессиям и был расстрелян в 1937 году. Реабилитирован в 1955 году.

## Семья
В 1919 году Пепинов женился на дочери заместителя председателя парламента Азербайджанской Демократической Республики Гасан-бека Агаева. Их дочь Севда Пепинова в 1956 году вышла замуж за актёра Лютфали Абдуллаева. Две дочери Лютфали Абдуллаева и Севды Пепиновой (сохранила девичью фамилию по просьбе мужа) — Хуршид и Гюльнара — живут в Баку.

## Память
- В Баку, на стене дома, в котором с 1919 по 1931 год жил Ахмед-бек Пепинов установлена мемориальная доска с барельефом.